# Donationware
Donationware – typ licencji Otherware. Oprogramowanie na tej licencji może być dowolnie modyfikowane, kopiowane i dystrybuowane pod warunkiem, że licencjobiorca zapłaci symboliczną kwotę autorowi lub beneficjentowi będącego osobą trzecią (zwykle organizacji non-profit). Wysokość darowizny może być również określona przez autora lub pozostawiona uznaniu użytkownika, w oparciu o indywidualne postrzeganie wartości oprogramowania. Ponieważ oprogramowanie donationware jest w pełni funkcjonalne (tj. nie crippleware/freemium), gdy płatność jest opcjonalna, jest to rodzaj oprogramowania bezpłatnego.

## Historia
Przykładem darowizny jest gra wideo Atari ST Ballerburg z 1987 roku, której programista rozprowadzał grę za darmo, ale poprosił o darowiznę, oferując jako zachętę kod źródłowy gry. Red Ryder to program do emulacji terminala stworzony dla Apple Macintosh w latach 80. XX wieku, który wykorzystywał darowizny do finansowania rozwoju.